# Lijst van spelers van CA Cerro
Deze lijst omvat voetballers die bij de Uruguayaanse voetbalclub CA Cerro spelen of gespeeld hebben. De namen van de spelers zijn alfabetisch gerangschikt.

## A
- Junior Aliberti
- Guillermo Almada
- Ever Almeida
- Matías Alonso
- Mauricio Alonso
- Damián Alvarez
- Fernando Álvez
- Ignacio Amarilla
- Álvaro Apólito
- Jorge Artigas
- Danilo Asconeguy
- Fabián Avero

## B
- Daniel Baldi
- Cristian Baquero
- Adrian Berbia
- Joaquín Boghossian
- Roberto Brum

## C
- Pablo Caballero
- Matías Cabrera
- Matias Cabrera
- Cafú
- Fernando Camacho
- Fernando Cañarte
- Diego Cardozo
- Fernando Carreño
- Gonzalo Choy
- Alejandro Cichero
- Jorge Contreras
- Víctor Córdoba
- Julio Cortez
- Mathías Cubero
- Román Cuello

## D
- Claudio Dadomo
- Ignacio de León
- Guillermo de los Santos
- Rogelio Domínguez
- Mitchel Duarte
- Elvis Duré
- Guillermo Dutra

## E
- Mathías Espíndola

## F
- Marcelo Fernandez
- Martín Ferrando
- Darío Ferreira
- Gastón Filgueira
- Cristian Franco
- Damián Frascarelli
- Bosco Frontán

## G
- Sebastián Galán
- Emiliano García
- Diego Godín
- Gonzalo Godoy
- Jóse Gómez
- Álvaro González
- Carlos González
- Juan González
- Matías González
- Matias González
- Patricio Guillén

## I
- Walter Ibáñez
- Martin Icart

## K
- William Klingender

## L
- Gerardo Larrosa
- Daniel Leites
- Matías Lequi
- Martín Ligüera
- Maximiliano Lombardi
- Rino Lucas

## M
- Luis Machado
- Marcelo Mansilla
- Andrés Márquez
- Diego Martínez
- Sebastián Martínez
- Sergio Martinez
- Víctor Martínez
- Gonzalo Mastriani
- Ignacio Medina
- Leonardo Medina
- Nicolás Medina
- Álvaro Mello
- Pablo Melo
- Alvaro Meneses
- Sebastián Merlo
- Eduardo Mieres
- Audu Mohammed
- Raul Molina
- Néstor Montelongo
- Rodrigo Mora
- Óscar Morales
- Héctor Morán
- Rubén Moran
- Rodrigo Muñoz

## N
- Christian Núñez

## O
- Alberto Ortega
- Juan Ortiz
- Raúl Otero

## P
- Gastón Pagano
- Simón Pagua
- Sebastián Palermo
- Pablo Pallante
- Pablo Peirano
- Richard Pellejero
- Horacio Peralta
- Pablo Pereira
- Omar Pérez
- Sergio Pérez
- Bruno Piano
- Álvaro Pintos
- Ruben Planchón
- José Puente
- Fabián Pumar

## Q
- Ricardo Queiro

## R
- Andrés Ravecca
- Marcelo Refresquini
- Sebastián Regueiro
- Estefani Reis
- Mario Regueiro
- Richard Requelme
- Mathias Riquero
- Jaineler Rivas
- Janeiler Rivas
- Danilo Rivero
- Andrés Rodríguez
- Braian Rodriguez
- Juan Pablo Rodríguez
- Matías Rodriguez
- Mathias Rolero
- Marcel Román
- Adrián Romero
- Mauricio Ruiz
- Pablo Russo

## S
- Rubén Soria
- Heberley Sosa
- Rubén Sosa
- Jonathan Soto
- Adrián Speranza
- Sebastián Suárez
- Sergio Suffo

## T
- Juan Toya
- Fabian Trujillo

## V
- Cristian Vaquero
- Gustavo Varela
- Federico Vega
- Marcelo Velazco
- Waldemar Victorino
- Héctor Vilches
- Valentín Villazán

## Y
- Pablo Yackson

## Z
- Zinho